# Croton acronychioides
Espèce
Classification APG III (2009)
Croton acronychioides est une espèce de plantes à fleurs du genre Croton et de la famille des Euphorbiaceae originaire d'Australie (du Queensland jusqu'à la Nouvelle Galles-du-sud).
Il a pour synonyme :
- Croton affinis Maiden et Baker, 1894